# 水江正臣
水江 正臣（みずえ まさおみ、1954年4月19日 - ）は元プロ野球選手（投手）。右投右打。大分県出身。元UP-BEATの水江慎一郎とは従兄弟。

## 来歴・人物
大分・津久見高校では1972年、エースとして県大会優勝すると中九州大会準決勝では中島弘美（八代一高 - 太平洋クラブ）と投げ合って完封するなどの奮投で夏の甲子園に出場。同じ九州勢で好投手とされた堂園喜義（鹿児島商に投げ勝つなどの活躍で、決勝まで進むと岡村隆則がいた柳井高を降し、同校を1967年春の選抜以来の甲子園制覇に導く。切れのよいシュートとコントロールが武器だった。高校では2学年上に浜浦徹、1学年上に橘健治の両投手、同期に一塁手の中川信秀がいる。
同年末のドラフト6位でヤクルトアトムズに入団。しかし鈴木孝政（千葉・成東→中日）や仲根正広（日大櫻丘→近鉄）らプロ入り同期生たちとは完全に実力（実績）の差を開けられてしまい、一軍未出場のまま1976年末に戦力外通告を受け、わずか4年で引退した。

### 高校時代の成績
- 第54回全国高等学校野球選手権大会（優勝投手）

| 回戦     | 対戦相手             | 結果    | 投球回 | 被安打 | 奪三振 | 与四死 | 自責点 |
| -------- | -------------------- | ------- | ------ | ------ | ------ | ------ | ------ |
| 1回戦    | 鹿児島商（鹿児島）   | ○3 - 2  | 9      | 4      | 5      | 3      | 1      |
| 2回戦    | 苫小牧工（南北海道） | ○13 - 1 | 9      | 10     | 12     | 2      | 1      |
| 準々決勝 | 明星（大阪）         | ○1 - 0  | 9      | 4      | 1      | 2      | 0      |
| 準決勝   | 天理（奈良）         | ○5 - 3  | 9      | 8      | 3      | 0      | 3      |
| 決勝     | 柳井（山口）         | ○3 - 1  | 9      | 10     | 2      | 0      | 0      |

## 詳細情報

### 年度別投手成績
- 一軍公式戦出場なし

### 背番号
- 59（1973年 - 1976年）